# Cumana (singel)
Cumana – singiel nagrany przez mieszkającego i tworzącego w Polsce przez kilkanaście lat czeskiego muzyka 
Charlesa Bovery'ego i jego zespół. Utwór zarejestrowany został w połowie lat 50. XX w.
Utwór „Cumana” – nagrany przez Bovery'ego w rytmie samby, to w oryginale „The Cumana Song (La Cumana)” – 
mambo skomponowane przez Barclay Allen (na naklejce zapisano jako A. Barclay) w 1947. Autorami słów byli Harold Spina i Roc Hillman. W nagraniu orkiestry Charlesa Bovery'ego solową partię na fortepianie wykonał W. Gierasiński.
Drugi utwór na tej płycie to „Maj w Paryżu”. Skomponował go szwedzki saksofonista i kompozytor Carl-Henrik Norin. 
Oba nagrania zarejestrowane zostały przez Zakład Nagrań Dźwiękowych w Warszawie dla wytwórni Muza. Prawdopodobnie podczas tej samej sesji zarejestrowano jeszcze dwa inne nagrania, które pojawiły się na singlu Błękitne niebo
wydanym przez Muzę w tym samym czasie, a noszącym kolejny numer katalogowy (Muza 2646). Wszystkie cztery melodie
zebrano na LP Waldemar Valdi / Zespół Jazzowy Charles Bovery wydanym już przez Polskie Nagrania „Muza”).
10-calowa monofoniczna płyta (odtwarzana z prędkością 78 obr./min.), wydana została przez wytwórnię Muza z numerem katalogowym 2645. Numery matryc podane na naklejkach to odpowiednio a: ZND 3976 (6-B-84308) i b: ZND 3977 (6-B-84309).

## Muzycy
- Charles Bovery – saksofon tenorowy, lider
- Zespół Jazzowy Charlesa Bovery'ego, w tym:
- W. Gierasiński – fortepian

## Lista utworów
- A: „Cumana” (muz. Barclay Allen)
- B: „Maj w Paryżu” (muz. Carl-Henrik Norin)